# Gato Roboto
Gato Roboto è un videogioco metroidvania in 2D sviluppato dallo studio americano Doinksoft e pubblicato da Devolver Digital il 30 maggio 2019. Il gioco racconta di un gatto di nome Kiki che tenta di salvare il suo padroncino dopo essersi schiantati su un pianeta alieno, esplorando l'ambiente circostante grazie all'aiuto di una tuta mecha.

## Trama
In un lontano futuro, Gary e il suo gatto Kiki si stanno dirigendo a bordo di un'astronave verso un pianeta alieno in seguito a una richiesta di soccorso. Durante il tragitto, Kiki calpesta la tastiera della nave facendola schiantare. Entrambi sopravvivono, ma Gary rimane intrappolato e decide allora di incaricare Kiki di cercare una tuta mecha, esplorare il pianeta e trovare un modo per andarsene. In giro per la mappa si scoprono registri vocali che parlano di uno scienziato pazzo ossessionato dal mantenere in vita il suo cane malaticcio Barkley. Inoltre, durante l'esplorazione si incontra ripetutamente un topo parlante che alla fine si rivelerà essere proprio lo scienziato trasferito in un corpo diverso. Egli confessa di aver inviato un finto segnale di emergenza per attirare la nave di Gary sul suo pianeta, al fine di rubare il suo corpo nel quale trasferisce la sua coscienza. Lo scienziato ha intenzione di salvare il suo cane usando la stessa tecnica con il corpo di Kiki che però riesce a liberare, grazie a un codice, Barkley dal suo tubo idroglobulare. Lo scienziato tenta di calmarlo, ma questi lo attacca e stordisce prima di condurre Kiki su un'astronave per fuggire insieme dal pianeta. È implicito nel post-gioco che Gary sia fuggito con loro nell'ex corpo di topo dello scienziato.

## Modalità di gioco
In Gato Roboto si controlla un gatto di nome Kiki in grado di saltare, arrampicarsi, nuotare e passare attraverso spazi stretti. Non può, tuttavia, danneggiare i nemici e muore in un colpo solo. Per ovviare a questi problemi, il giocatore deve utilizzare una tuta mecha (ottenuta nei punti di salvataggio) che offre più punti ferita, un attacco con la pistola e molti altri potenziamenti, come un doppio salto e un'abilità di scatto. Nel corso dell'avventura è possibile trovare altri mecha, tra cui un sottomarino e una torretta.  
L'obiettivo principale del giocatore è entrare nel laboratorio del pianeta alieno su cui sono bloccati e trovare un modo di liberare il proprietario di Kiki, Gary. Il laboratorio è l'area finale del gioco, e diventa accessibile solo dopo aver completato le zone degli acquedotti, del sistema di riscaldamento e del sistema di ventilazione del pianeta. Sparse nel mondo di gioco sono presenti migliorie, come abilità di movimento o miglioramenti della salute, e cassette che sbloccano tavolozze di colori aggiuntive per la grafica a 1 bit del gioco.

## Accoglienza
Secondo l'aggregatore Metacritic, la versione per PC ha ricevuto recensioni generalmente favorevoli dalla critica mentre la versione Switch ha ricevuto recensioni contrastanti o nella media. Kyle LeClair di Hardcore Gamer lo ha definito un "concetto divertente e folle" e "semplice ma molto divertente". Per quanto riguarda la difficoltà, IGN Japan ha riportato che è "più difficile di quanto ti aspetteresti da un gioco che ha come protagonista un simpatico gatto in armatura mecha, ma ne vale la pena se sei pronto alla sfida". 